# Карлос Корреа
Ка́рлос Родрі́гес Корре́а (порт. Carlos Rodrigues Corrêa), або просто Корре́а (порт. Corrêa, *29 грудня 1980, Лімейра) — бразильський футболіст, півзахисник «Палмейраса».

## Біографія
Народився Карлос в невеликому містечку Лімейра, розташованому в штаті Сан-Паулу. Перші кроки Корреа у футболі мало чим відрізнялися від більшості бразильських хлопчаків. Він багато часу проводив на вулиці, граючи у футбол з ровесниками і старшими хлопцями, причому в дворових баталіях завжди діяв на позиції нападника. Пізніше, вже займаючись футболом професійно, тренери перевели його в центр поля.
В юності Корреа просто отримував задоволення від футболу і щиро радів, виходячи на поле і приносячи користь своїй команді. Саме тому свій шлях у великому футболі Карлос починав не в одному з грандів Бразилії, де напевно грів би лавку запасних, а в нижчих дивізіонах країни, провівши по одному сезону в клубах «Сан-Бенту» і «XV листопада» (Пірасікаба). В останньому клубі, виступаючи на позиції опорного півзахисника, Корреа став найкращим бомбардиром команди.
Перехід в «Палмейрас» в 2003 році став кроком вперед і новим викликом для амбітного гравця. На той момент клуб грав у Серії Б. За три роки виступів Корреа провів 94 матчі, забив сім м'ячів і допоміг своїй команді за підсумками сезону 2003 року вийти в Серію А. Своєю грою бразилець привернув увагу європейських скаутів, в тому числі з леверкузенського «Байєра», проте боротьбу виграло київське «Динамо», придбавши футболіста за 4 млн. євро.

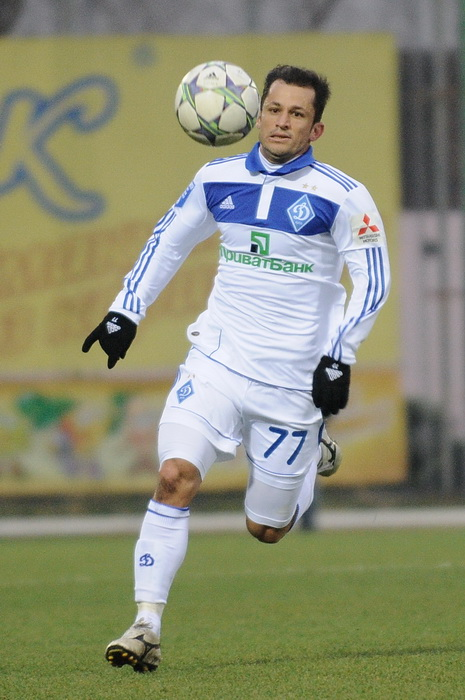
Карлос Корреа у складі «Динамо». 26 листопада 2011 року

По приїзду до Києва в червні 2006 року бразилець зіткнувся з багатьма труднощами, в основному в побутовому плані. Тому на перших порах йому допомагали співвітчизники Діого Рінкон, Родріго і Клебер. Це дозволило Карлосу дуже швидко розпочати показувати хорошу гру. Анатолій Дем'яненко, який очолював на той момент «Динамо», випустив Корреа в основному складі вже в першому матчі сезону — за Суперкубок України проти «Шахтаря». І новачок продемонстрував свій клас, на останніх хвилинах виступивши в ролі асистента — його відмінний пас у дотик замкнув Артем Мілевський, встановивши остаточний рахунок зустрічі 2:0, а «Динамо» завоювало другий у своїй історії Суперкубок країни. У чемпіонаті бразилець стартував не менш яскраво: в перших трьох турах він незмінно забивав гол, а в четвертому після навісу Корреа м'яч в свої ворота зрізав захисник луганської «Зорі».
Тренерський штаб довірив півзахисникові виконувати всі стандартні положення. Бразилець часто забивав зі штрафних, а також асистував партнерам. Через це з'явились навіть розмови про намір футболіста змінити громадянство, щоб отримати можливість виступати за національну збірну України, проте у підсумку до цього не дійшо. Корреа був основним футболістом, коли команду очолював Анатолій Дем'яненко, також регулярно з'являвся на полі і в Олега Лужного, який тимчасово виконував обов'язки головного тренера після відставки Дем'яненка восени 2007 року. Користувався довірою Карлос і у Юрія Сьоміна, що вперше очолив «Динамо» на початку 2008 року.
Проте, вдалі виступи бразильського легіонера несподівано припинились: в останньому матчі сезону 2007/08 років проти харківського «Металіста» в зіткненні з суперником Корреа отримав перелом малої гомілкової кістки лівої ноги. Відновлення зайняло кілька місяців, і повернутися в загальну групу футболіст зміг тільки по ходу наступного сезону, в розпал участі команди в чемпіонаті і груповому турнірі Ліги чемпіонів. Через це в сезоні 2008/09 років бразилець провів в усіх турнірах лише 20 матчів за першу команду.
Влітку 2009 року «Динамо» очолив Валерій Газзаєв, який не бачив місця для Корреа в своїх тактичних схемах, тому в кінці серпня 2009 року Карлос звернувся до керівництва клубу з проханням дозволити йому пограти на батьківщині. Таким чином наступні два сезони він провів на правах оренди в клубах бразильської серії «А» — «Атлетіко Мінейру» і «Фламенго».
У червні 2011 року півзахисник повернувся в «Динамо», де так і не зміг повернути собі місце в основному складі.
Всього за шість сезонів в «Динамо» Корреа відіграв за основний склад в чемпіонатах України 75 матчів (забив 12 м'ячів), в кубку Україні дев'ять ігор (один гол), і в єврокубках 23 матчі (один гол).
В червні 2012 року контракт гравця з клубом завершився і він повернувся в Бразилію
14 серпня 2012 року на правах вільного агента підписав однорічний контракт з «Палмейрасом». Однак після вильоту одного з найтитулованіших клубів Бразилії в Серію B, контракти з рядом гравців, включаючи Карлоса Корреа, були розірвані.
21 грудня Корреа перейшов в клуб «Португеза Деспортос». Офіційно він був представлений команді 3 січня 2013 року. Всього через 4 місяці гравець святкував перемогу з командою в Серії A2 чемпіонату штату Сан-Паулу. Після цього відіграв увесь сезон чемпіонату Бразилії, проте не зміг врятувати клуб від вильоту з Серії А.
У січні 2014 року став гравцем «Форталези», з якою у наступному сезоні виграв чемпіонат штату Сеара.

## Досягнення
- Чемпіон України: 2007, 2009
- Володар Кубка України: 2007
- Володар Суперкубка України: 2006, 2007, 2009
- Чемпіон штату Мінас-Жерайс: 2010
- Чемпіон штату Ріо-де-Жанейро: 2011
- Чемпіон штату Сеара: 2015